# Östra Kulsjön
Östra Kulsjön är en sjö i Borås kommun i Västergötland och ingår i Göta älvs huvudavrinningsområde. Sjön är 17,8 meter djup, har en yta på 0,409 kvadratkilometer och befinner sig 222,4 meter över havet.

## Delavrinningsområde
Östra Kulsjön ingår i det delavrinningsområde (641780-132408) som SMHI kallar för Mynnar i Säven. Medelhöjden är 217 meter över havet och ytan är 33,49 kvadratkilometer. Det finns inga avrinningsområden uppströms utan avrinningsområdet är högsta punkten. Torvån som avvattnar avrinningsområdet har biflödesordning 3, vilket innebär att vattnet flödar genom totalt 3 vattendrag innan det når havet efter 122 kilometer. Avrinningsområdet består mestadels av skog (71 %) och sankmarker (15 %). Avrinningsområdet har 2,13 kvadratkilometer vattenytor vilket ger det en sjöprocent på 6,4 %.